# Kanadas damlandslag i rugby union
Kandas damlandslag i rugby union representerar Kanada i rugby union på damsidan. Laget har varit med i alla åtta världsmästerskap som har spelats hittills och har som bäst blivit silvermedaljör, det skedde vid världsmästerskapen 2014.